# Lahoma, Oklahoma
Lahoma, Oklahoma (енгл. Lahoma) град је у америчкој савезној држави Оклахома.

## Демографија
По попису из 2010. године број становника је 611, што је 34 (5,9%) становника више него 2000. године.
| Група             | 2000.       | 2010.       |
| Белци             | 537 (93,1%) | 558 (91,3%) |
| Афроамериканци    | 4 (0,7%)    | 1 (0,2%)    |
| Азијати           | 3 (0,5%)    | 1 (0,2%)    |
| Хиспаноамериканци | 20 (3,5%)   | 20 (3,3%)   |
| Укупно            | 577         | 611         |